# Bandeira do Panamá
A bandeira do Panamá é um dos símbolos nacionais mais conhecidos e importantes da República do Panamá. Ele consiste em um retângulo dividido em quatro partes iguais, onde o canto superior esquerdo possui uma estrela azul de cinco pontas sobre um fundo branco, o canto superior direito é vermelho, o canto inferior esquerdo é azul, e a parte inferior direita possui uma estrela de cinco pontas vermelha sobre fundo branco. 
Todo 4 de novembro o Dia Nacional dos Símbolos Nacionais é celebrado no Panamá como feriado nacional. Por ocasião desta celebração, realizam-se atos comemorativos, como desfiles e cerimônias, em que se presta tributo à bandeira e a outros símbolos patrióticos. 

## Descrição
De acordo com a Lei nº 34, de 15 de dezembro de 1949, alterada pela Lei 2 de 2012, a bandeira do Panamá é descrita da seguinte forma: 
A bandeira da República consiste em um retângulo dividido em quatro quadrantes: o primeiro superior, perto do mastro, branco, com uma estrela azul de cinco pontas; o segundo superior, depois do já descrito, de cor vermelha; o primeiro mais baixo, perto do chifre, azul; e a segunda inferior depois desta, de cor branca, com uma estrela vermelha de cinco pontas.
A descrição fornecida pela lei parece ser muito simples. No entanto, desde o início da república estes são o significado das cores e das estrelas na bandeira: 
- Azul: representa o Partido Conservador da Colômbia, que participou na Guerra dos Mil Dias (Guerra Civil, em que o Panamá esteve envolvido por fazer parte do Estado colombiano);
- Vermelho: Representa o Partido Liberal da Colômbia, que também participou da Guerra dos Mil Dias;
- Branco: Representa a paz e a unidade que deve existir na nova nação;
- Estrela Azul: Simboliza a pureza e a honestidade que devem regular a vida cívica do país;
- Estrela Vermelha: Simboliza a autoridade e a lei que devem impor a regra dessas virtudes.

O objetivo desta seleção de cores era unificar o povo do Panamá, que foi dividido durante a Guerra dos Mil Dias e precisava esquecer suas diferenças e seguir em frente como um estado independente.

### Dimensões
As seguintes dimensões foram estabelecidas pela legislação nacional:
- 2 m de largura e 3 m de comprimento em bandeiras erguidas em edifícios públicos, navios de guerra e navios mercantes;
- 1,44 m de largura e 1,8 m de comprimento nos pavilhões do corpo de infantaria e artilharia;
- um metro quadrado em bandeiras de cavalaria;
- 54 cm de largura e 47 cm de comprimento nas bandeiras dos carros de uso oficial.

Além disso, tendo em conta o tamanho do mastro, há uma relação proporcional da largura da bandeira em seis vezes, por exemplo: 
| Tamanho do mastro | Tamanho da bandeira |
| ----------------- | ------------------- |
| 6 m               | 1 m x 1,5 m         |
| 7 m               | 1,16 m x 1,74 m     |
| 8 m               | 1,34 m x 2,01 m     |
| 9 m               | 1,5 m x 2,25 m      |
| 10 m              | 1,66 m x 2,49 m     |
| 11 m              | 1,84 m x 2,76 m     |
| 12 m              | 2 m x 3 m           |

## História

Bandeira colonial de nova granada, oficial no atual território panamenho até 28 de novembro de 1821

### Período colonial espanhol
Durante a época da colônia, a bandeira do Panamá era a bandeira do Reino da Espanha, sendo primeiro a capital de Tierra Firme, então seu território foi incorporado ao Vice-Reino do Peru e finalmente anexado ao Vice-Reino de Nova Granada após sua criação.

Bandeira da Grã-Colômbia

### Grã-Colômbia (1821-1830)
Durante o período de união à Grã-Colômbia (de 1821 a 1830), formada pelos atuais países da Colômbia, Equador, Panamá e Venezuela; a bandeira do departamento do Istmo, divisão administrativa e territorial que compreende o território do atual Panamá, era a mesma bandeira da Grã-Colômbia.

Bandeira do Estado Soberano do Panamá

### Período de união à Colômbia (1830-1903)
Após a desintegração da Grã-Colômbia em 1830, os países em que a antiga nação foi dividida continuaram a usar as cores da antiga bandeira como um sinal de sua herança comum. Com algumas pequenas diferenças em seu design, as cores do pavilhão permaneceram constantes ao longo da história desses países.
As províncias que ocuparam geograficamente a parte central da extinta Grã-Colômbia, que na época incluía os antigos departamentos de Boyacá, Cauca, Cundinamarca, Magdalena e Istmo (Panamá), decidiram formar a República de Nova Granada, à qual o Panamá permaneceria unido até a separação definitiva da Colômbia em 3 de novembro de 1903.
No período federalista (1863-1886), a bandeira do Istmo tinha o brasão do Estado Soberano do Panamá, mas quando este estado foi abolido, o brasão foi mudado para Departamento do Panamá.
A partir de 1886, a bandeira do Panamá era a mesma que a da Colômbia até a sua separação daquele país.

## A bandeira panamenha

### O primeiro protótipo

Design apresentado por Phillipe Bunau-Varilla e rejeitado por unanimidade

Um mês antes dos eventos separatistas de 1903, o futuro ministro plenipotenciário da República do Panamá, Phillipe Bunau-Varilla, em uma viagem a Nova York, mostrou ao líder separatista panamenho Manuel Amador Guerrero um protótipo da bandeira, já que ele considerava que a nova nação precisava de uma bandeira o mais rápido possível. Esta bandeira foi criada por sua mulher em 18 de outubro de 1903 em Highland Falls on the Hudson, a mansão de John Bigelow, empresário e amigo de Bunau-Varilla.
De um modo geral, era uma cópia do desenho da bandeira dos Estados Unidos: o cantão era azul e sobre ele repousavam dois sóis dourados, representando as Américas do Norte e do Sul, que eram unidos por uma faixa dourada que representava a posição do istmo do Panamá dentro do continente americano. As listras eram vermelhas e amarelas, simbolizando a ligação histórica com a Espanha. Amador Guerrero não gostou da ideia de Bunau-Varilla, que apesar de ser seu amigo, não era panamenho e, portanto, era o menos adequado para criar um símbolo da nacionalidade panamenha. No entanto, ele deu sua aprovação com pouco entusiasmo e decidiu transportá-lo para o Panamá.
Amador Guerrero manteve o protótipo guardado em segredo amarrado em seu corpo e chegou a Colón em 26 de outubro do mesmo ano. Em uma reunião informativa com os heróis panamenhos, ele apresentou a bandeira e houve uma forte e unânime rejeição dos presentes; então esse protótipo foi descartado.
Nos dias que antecederam a separação, um projeto de bandeira semelhante ao da empresa de navegação panamenha Panama Steam Navigation foi proposto anonimamente, mas foi totalmente descartado.

### Primeiro modelo

Desenho original da bandeira, de Manuel E. Amador. Foi a primeira bandeira do Panamá, de 3 de novembro de 1903 a 1904

Devido à necessidade urgente de ter um emblema nacional para a causa, e a rejeição do protótipo Bunau-Varilla, a bandeira panamenha nasceu na noite de 1 de novembro de 1903 e quase imediatamente emergiu da imaginação de Manuel. E. Amador, filho de Manuel Amador Guerrero, que tinha uma habilidade reconhecida como desenhista e que, a pedido de seus pais, foi designado para essa tarefa.
De acordo com Amador T., a bandeira representava a situação política do tempo, mostrando os dois partidos tradicionais do Istmo (o Partido Liberal e o Conservador), que deixaram suas rixas passadas em favor de um ambiente tranquilo, fazer uma nação. Por essa razão, as cores que representam os partidos são mostradas de maneira equitativa. Por outro lado, a cor branca, que representa a paz, existe em maior abundância. Para Amador T., as estrelas representam a pureza e a força que governam a vida cívica do Estado a caminho da realização dos destinos da humanidade.
María Ossa de Amador, madrasta de Manuel E. Amador, junto com sua cunhada Angélica Bergamoto e María Emilia Osa, filha de Angélica, fizeram a tela que representaria a nova bandeira panamenha. A preparação da bandeira foi realizada com o maior sigilo possível, pois temiam que as autoridades colombianas pudessem notar essas atividades. A tela foi feita com lanilha comprada de três diferentes armazéns na Cidade do Panamá: Bazar Francês (lã branca), La Delia (lã azul), La Villa de Paris (lã vermelha).
Como na casa de Manuel Amador Guerreiro estavam sendo planejadas reuniões do ato separatista, decidiu-se não fazer a bandeira naquele lugar; as roupas eram feitas na casa de Angélica, que tinha boas habilidades em costura. A tela era escondida, mantendo as portas e janelas fechadas e com uma máquina de costura. Devido à situação de tensão, eles decidiram se mudar para uma casa adjacente que estava desocupada e três bandeiras saíram: duas grandes e uma pequena (resultado das sobras das três cores). Na manhã do dia 2 de novembro, Dona María comprou os tecidos e, à noite, ela, sua cunhada e sobrinha entraram na casa de Tangui, então abandonada, e lá foram costuradas as duas primeiras bandeiras do Panamá. A pequena bandeira ficou na casa de Angelica e mais tarde é relatado que foi levada para os Estados Unidos.
Quando a separação foi bem-sucedida, uma das grandes bandeiras foi desfilada pelas principais ruas na terça-feira, 3 de novembro, dia da Separação do Panamá da Colômbia, por Alejandro de la Guardia. Foi benzida em 20 de dezembro do mesmo ano na Plaza de Armas (atual Plaza de Francia) pelo padre Fray Bernardino de la Concepción García, capelão do Exército. Os patrocinadores da bandeira foram o Dr. Gerardo Ortega, a Sra. Lastenia de Lewis e o Sr. José Agustín Arango com a Sra. Manuela de Arosemena.

### Modelo atual
A Assembleia Nacional adotou a bandeira e o brasão pela Lei 64 de 1904, adotando provisoriamente a bandeira. Como o retângulo azul representava um partido político, pelas regras da vexilologia Amador T. decidiu deixar acima do lado do mastro o retângulo branco com estrela azul, que indica os ideais e a paz com que a nova República seria construída. As mudanças foram amplamente aceitas.
A adoção final ocorreu através da Lei 4 de 1925 pela Assembleia Nacional. Foi ratificado formalmente pela Lei 28 de março de 1941 e depois pela 34 de 1949, sendo finalmente a Lei 2 de 2012, em um único texto, o que regula os símbolos no momento atual.

## Cronologia das bandeiras históricas do Panamá

Cruz de Borgonha, primeira bandeira espanhola, como tal, representando toda a Espanha. Também usado como a bandeira do Império Espanhol (1492-1898) e usado até 1793.
Bandeira de Colonial Nova Granada.
Terceira bandeira da Grã-Colômbia, entre 1821 e 1830.
Bandeira provisória do Estado de Nova Granada, em vigor entre 1830 e 9 de maio de 1834.
Bandeira da República de Nova Granada e da Confederação de Granadina, em vigor entre 9 de maio de 1834 e 26 de julho de 1861.
Bandeira do Estado Federal do Panamá, 1855-1863.
Bandeira do Estado Soberano do Panamá, 1863-1886.
Bandeira dos Estados Unidos da Colômbia e da atual República da Colômbia, usada no Panamá de 26 de novembro de 1861 a 3 de novembro de 1903.
Desenho original da bandeira, segundo Manuel E. Amador. Foi a primeira bandeira do Panamá, durante novembro de 1903.
Bandeira atual da República do Panamá: surgiu da modificação do primeiro modelo e começou a ser usado antes do juramento de 20 de dezembro de 1903, e ratificado entre outros pela Lei 64 de 1904.

## Uso diário
A bandeira panamenha deve ser levantada depois das sete da manhã e abaixada antes das seis da tarde e uma bandeira em perfeito estado deve ser hasteada. A corda do mastro de bandeira deve ser branca e tecida em trança com uma espessura de 1/4 de polegada, o mastro de bandeira deve ter a proporção de seis vezes a largura da bandeira, exceto em bandeiras de dimensões especiais. Nos seguintes lugares, deve ser içada:
- Edifícios de instituições públicas, autônomas e semiautônomas;
- Em todos os navios com registro panamenho;
- Em todos os navios estrangeiros que chegam aos portos da República do Panamá;
- Nos edifícios das delegações, embaixadas e consulados da República do Panamá;
- Em todas as escolas da República em suas horas de trabalho.

Quando a bandeira é içada, o maior respeito deve ser mostrado, também no momento de sua descida. Pessoas com chapéus ou bonés devem removê-los de suas cabeças e cruzar as mãos direitas sobre os peitos com os chapéus e as mulheres devem colocar as mãos direitas sobre os corações. Se deve sempre erguer vigorosamente e abaixar-se cerimoniosamente. Em caso de condições climáticas adversas, a bandeira deve ser abaixada imediatamente e levada para um local seguro onde será dobrada. No momento de abaixar a bandeira, ela não deve tocar o chão ou qualquer coisa abaixo dela.
Quando içando ou quebrando em um grupo formado, três pessoas devem ser colocadas de frente para o eixo no lado correspondente ao anel de suporte superior:
1. Aquele que ergue e levanta a bandeira;
2. Aquele que mantém a corda firme;
3. Aquele que recebe ou desdobra a bandeira.

A bandeira e o hino são símbolos diferentes e, portanto, cada um tem um protocolo diferente. A bandeira nunca é levantada na hora de cantar o hino nacional, deve sempre ser hasteada antes de cantar. É opcional jogar a corneta ou rolo de tambor no momento da içamento, de acordo com o decreto 244 de 1971.

### Ato cívico
Todas as segundas-feiras, às 7 horas da manhã e também nos feriados nacionais, em escolas privadas e oficiais é realizado o ato cívico, que deve ter os seguintes elementos:
- Todo o pessoal do estabelecimento que está nesse momento;
- Uma escolta composta por três pessoas;
- Um mestre de cerimônias.

O ato em si consiste nos seguintes passos:
- Passeio de bandeira;
- Juramento da bandeira;
- Atos secundários (mensagens, oração, etc.);
- Canto do Hino Nacional.

### Juramento
O juramento à bandeira panamenha foi idealizado por Ernestina Sucre Tapia e foi adotado pela Lei 24 de 1959 e confirmado pelo 34 de 1949 no texto único que reflete as reformas da Lei 2 de 2012. Sempre o juramento deve ser recitado após se a bandeira for levantada.
Diz-se da seguinte maneira, levantando a mão direita em um ângulo de 90º e mostrando a palma da mão:
Bandeira do Panamá: Eu juro por Deus e pela Pátria, te amo, te respeito e te defendo, como um símbolo sagrado de nossa nação.

### Uso da bandeira em outros lugares
- É permitido por lei, que as residências sejam adornadas com galhardetes, faixas, faixas e outros que sejam variantes das cores da bandeira nacional. Nas seguintes ocasiões é permitida a decoração com a bandeira nacional ou flâmulas, faixas e similares:

- Nos feriados nacionais;
- Nos dias em que as conquistas da República são comemoradas;
- Em dias nacionais de países amistosos;
- Nas datas da morte de ilustres panamenhos como um sudário depois de ter sido autorizado pelo Poder Executivo.

A bandeira nacional por lei, tem seu uso proibido em locais de entretenimento noturno, bordéis, em mensagens publicitárias, sinais comerciais, produtos comerciais e animais.
Os cidadãos estrangeiros podem usar sua bandeira nacional nas ocasiões mencionadas, inclusive no momento da comemoração de suas respectivas nações, desde que sejam colocados na bandeira panamenha com o mesmo respeito, tamanho e qualidade que as bandeiras estrangeiras.

### Dobra

Procedimento de dobra da bandeira nacional panamenha

Para dobrar a bandeira é necessária a presença de duas pessoas, depois de retirar os ganchos da corda e esticá-la, agitá-la para retirar qualquer corpo estranho que repouse na bandeira, antes de continuar se observar se houver dano ou descoloração das cores, depois é dobrado ao meio deixando o cantão azul para cima e o branco com a estrela vermelha; depois dobra-se novamente deixando o cantão com a estrela azul e o cantão vermelho para cima; finalmente começa a dobrar na forma de um triângulo retângulo, começando com o canto vermelho, prossiga até que esteja completamente dobrado. No final, o canto branco deve cobrir todo o exterior da bandeira.

### Colocação

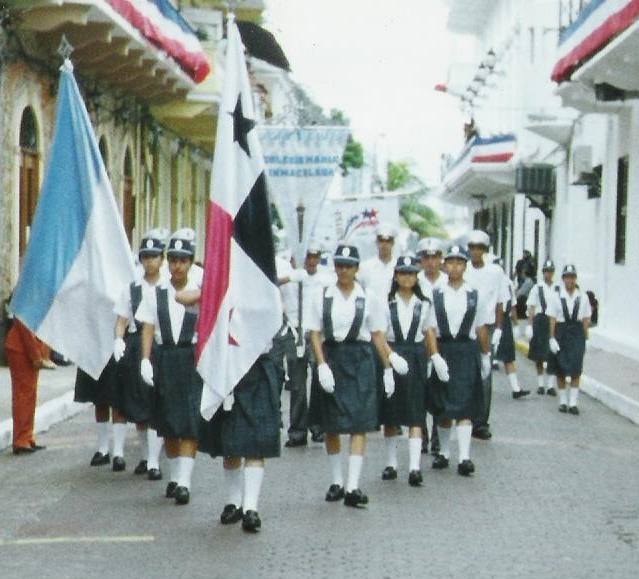
Uso da bandeira nacional em um desfile

A bandeira nacional tem regras e regras de colocação em relação ao seu uso em diferentes atos em todo o mundo. Entre eles estão os seguintes:
- Nas varandas é usado da seguinte maneira:
  - Horizontal: é colocado na maneira como é içado em um poste;
  - Vertical: é colocado com o cantão da estrela azul no lado superior esquerdo do observador.

- Em desfiles e paradas: em feriados nacionais, realização de grande importância para a república ou o funeral de um panamenho famoso (com restos presente), a bandeira nacional será colocada na cabeça do desfile e cada delegação que participa dele, este com uma escolta. O poste não deve ter uma inclinação maior a 45º;
- Se outras bandeiras forem próximas a ele, a sinalização será acionada se for um número par de sinalizadores no centro à direita; se for um número ímpar de sinalizadores, ele irá para o centro deles. Se você levar bandeiras atrás dele, eles irão com o mesmo tamanho e qualidade que a bandeira panamenha;
- Quando é colocado com outras bandeiras: no caso de ser colocado com um número par de bandeiras, é colocado no centro esquerdo do observador. Se for colocado com um número ímpar de sinalizadores, ele deve ser colocado no centro do grupo. Quando a bandeira panamenha se desenrola com uma bandeira de outra nação com polos cruzados, a bandeira panamenha deve estar à esquerda do observador e do polo no polo da outra bandeira. A bandeira deve primeiro alcançar o ponto mais alto do mastro ao içá-lo ao lado de bandeiras de outras nações; quando baixando, deve chegar por último;
- Nos funerais: quando usado para cobrir um caixão, ele deve ser posicionado de modo que as amarras são para a cabeça do quartel falecidos e branco com estrela azul no lado esquerdo;
- Você deve sempre ir para a direita dos altares e um alto-falante;
- Nunca cruze duas bandeiras panamenhas;
- A bandeira não se curva a ninguém ou a nada, a qualquer momento.

### Bandeira a meio mastro
A bandeira nacional é colocada em meio mastro como símbolo de respeito pelo povo panamenho a uma perda ou evento trágico que está ocorrendo. A bandeira será colocada a meio mastro nos seguintes momentos:
- Morte do Presidente da República;
- Morte de um ex-presidente da República;
- Morte do vice-presidente ou ministros de Estado;
- Morte de um alto funcionário do governo nacional;
- Morte de um deputado da Assembleia Nacional;
- Morte de um magistrado do Supremo Tribunal de Justiça;
- Morte de um ilustre panamenho (vencedor de uma ordem nacional ou panamenha que se destacou internacionalmente);
- Morte de uma pessoa ilustre em todo o mundo;
- Quando um desastre natural de grande magnitude ocorre a alguma nação amiga.

### Sacrilégios
De acordo com as leis que regem o uso de símbolos nacionais, a bandeira está sujeita a uso indevido, desrespeito ou irreverência nos seguintes casos:
- Sendo cortada ou queimada em algum protesto;
- Para ser usada em artigos comerciais, incorporando-a a uma marca ou slogan comercial ou político;
- Aparecendo em algum padrão de publicidade que o associa como parte do produto;
- Sendo hasteada em locais de entretenimento noturno ou sua colocação em locais de reputação duvidosa ou venda de bebidas alcoólicas.

Ao incorrer em uma dessas situações e dependendo do grau de desrespeito dado ao pavilhão nacional, a Lei estabelece sanções após serem informadas à Prefeitura do lugar onde ocorreu o abuso.

### Destruição
Quando a bandeira nacional chegar ao final de seu período de uso (cores desbotadas, rasgos), ela será removida de suas funções e será queimada em uma solene cerimônia.
As bandeiras devem ser queimadas em um local público e aberto para que todos que quiserem pagar os últimos respeitos à bandeira nacional possam comparecer. Além disso, os seguintes elementos devem estar presentes:
- Um forno para incinerar as bandeiras;
- Uma bandeja para recolher as cinzas;
- Um buraco na terra para depositar as cinzas;
- As bandeiras que serão queimadas.

O forno é o principal elemento da cerimônia, deve ser aberto e feito de material resistente ao calor (normalmente são construídos de tanques de óleo cortados ao meio), com um buraco na parte inferior para liberar as cinzas; O forno deve ter uma malha de aço expandida para separar as bandeiras de combustível e as pernas do forno devem ter 1/4 de polegada de largura e 24 polegadas de comprimento. De acordo com as regras da cremação de bandeiras, somente a madeira de mangue pode ser usada como combustível e só pode ser ativada sozinha sem a ajuda de combustíveis fósseis.
A cerimônia de cremação convidará cada governo para as pessoas, instituições e forças vivas que julgar apropriadas, tais como:
- Representantes das instituições que criarão suas bandeiras;
- Um representante dos Girl Guides;
- Representantes de clubes cívicos;
- Um representante da comunidade onde o evento é realizado.

Antes de prosseguir com a cremação, uma eulógia é dada à bandeira nacional e sua importância nas instituições que irão criar suas bandeiras; Depois disso, o juramento à bandeira é recitado, escrito pela panamenha Ernestina Sucre (fundadora dos Guias das Meninas). Finalmente, continuamos a queimar as bandeiras dobradas anteriormente.
Quando terminadas, as cinzas são recolhidas e enterradas com o devido respeito.